# コカノキ科
コカノキ科（コカノキか、学名：Erythroxylaceae）は双子葉植物の科のひとつ。

## 特徴
コカインの原料となるコカノキ（コカ、Erythroxylon coca）などを含む。4属242種存在し、世界の熱帯に広く分布し、日本にはない。いずれも木本で、葉は単葉で互生する。花は両性花で5数性。果実は種子1個を含む核果となる。
新エングラー体系やクロンキスト体系では、アマ科などに近縁とされ、フウロソウ目あるいはアマ目に含められていた。APG植物分類体系では、キントラノオ目のヒルギ科（熱帯のマングローブなどに多い木）に最も近縁であるとされ、ヒルギ科に含めてもよいオプションの科とされている。

## 属
- Aneulophus
- コカ属 Erythroxylum - コカノキ
- Nectaropetalum
- Pinacopodium